# 오이지 요시아쓰
오이지 요시아쓰(일본어: 生地 慶充, 1998년 4월 2일 ~ )는 일본의 축구 선수이다.

## 구단 경력
그는 2016년부터 J리그의 FC 도쿄 U-23, FC 기후에서 뛰었다.